# Ludger Labelle
Ludger Labelle (7 avril 1839 - 29 décembre 1867) est un avocat, journaliste et un homme politique canadien.

## Biographie
Fils de J.-B. Labelle, pratiquant comme avocat à Montréal en société avec J.-A. Mousseau (1862-1864, il a été rédacteur de la Guêpe, petit journal humoristique dont il a fait le succès pendant un certain temps et a été l'un des fondateurs du Colonisateur dont le but était, comme son nom le dit, de travailler à l'avancement de la colonisation. Les collaborateurs étaient J.-A. Mousseau, J.-A. Chapleau, L.-V. Sicotte, W. Tessier, L. Ricard, A.-N- Montpetit, U. Fontaine et L.-O. David.
Le journal était lu, mais peu payé. Pierre Cérat en était l'imprimeur. La grosse question, tous les samedis, était de savoir quel moyen Labelle trouverait pour l'empêcher de fermer boutique.
Labelle est aussi le principal fondateur du Club Saint-Jean-Baptiste qui fait beaucoup de bruit avec peu de chose et finit par être considéré comme une société secrète. Les membres s'engageaient sur l'honneur à ne pas dévoiler les secrets des délibérations. Le mot de passe était Marianne vient-elle ?. Le secret était facile à garder, car les membres du club passaient leur temps à jouer au billard, au domino et aux cartes ; toutefois s'ils n'avaient pas de mauvaise intention, ils ne faisaient rien de bon. Le résultat le plus clair de cette association a été de faire élire Labelle membre du Conseil et de faire battre Chapleau, qui était pourtant alors déjà populaire, par J.-O. Mercier, marchand-épicier.
Cependant, il sert de refuge, pendant un mois, à l'un des jeunes gens qui après avoir volé une banque à Saint Albans avaient franchi la frontière et avaient été arrêtés et emprisonnés à Montréal. On sait qu'ils subissent un procès célèbre et qu'ils sont acquittés sur une question de forme, que de nouveaux mandats sont émis contre eux, à la demande du gouvernement américain, et que pour ne pas être arrêtés, ils se cachent comme ils peuvent. Ils n'ont pas de peine à trouver des refuges au milieu d'une population qui était pleine de sympathie pour eux.
Le Club Saint-Jean-Baptiste n'est donc pas sous ce rapport plus coupable que le reste de la population. Mais ses principaux membres voulurent pousser les choses plus loin, lorsqu'ils discutèrent le projet de délivrer les raiders avant leur acquittement. Le complot était pas mal avancé, lorsque l'un des conspirateurs reçut une lettre l'avertissant, ainsi que ses compagnons, qu'on les ferait arrêter si on les croyait sérieux. Labelle a été le chef des jeunes conservateurs qui sur la question de Confédération jugèrent à propos de se séparer de leurs chefs et il fut l'un des principaux fondateurs de l'Union Nationale. Il ne s'entendait pas toujours avec Lanctot et se moquait un peu de ses façons d'agir, mais ils furent d'accord pour combattre la Confédération et se porter candidats contre Cartier aux élections générales de 1867, Labelle pour la Chambre locale et Lanctot pour la Chambre fédérale.